# Parroquia de Smith
Smith (también Smith's) es una de las nueve parroquias de Bermudas.
Su nombre recuerda al aristócrata inglés  Sir Thomas Smythe (1558-1625).
Se ubica en el noreste de la isla principal, en el extremo sur de Harrington Sound. Limita con la parroquia de Devonshire al sudoeste y con la de Hamilton al noreste.